# Jamato-e

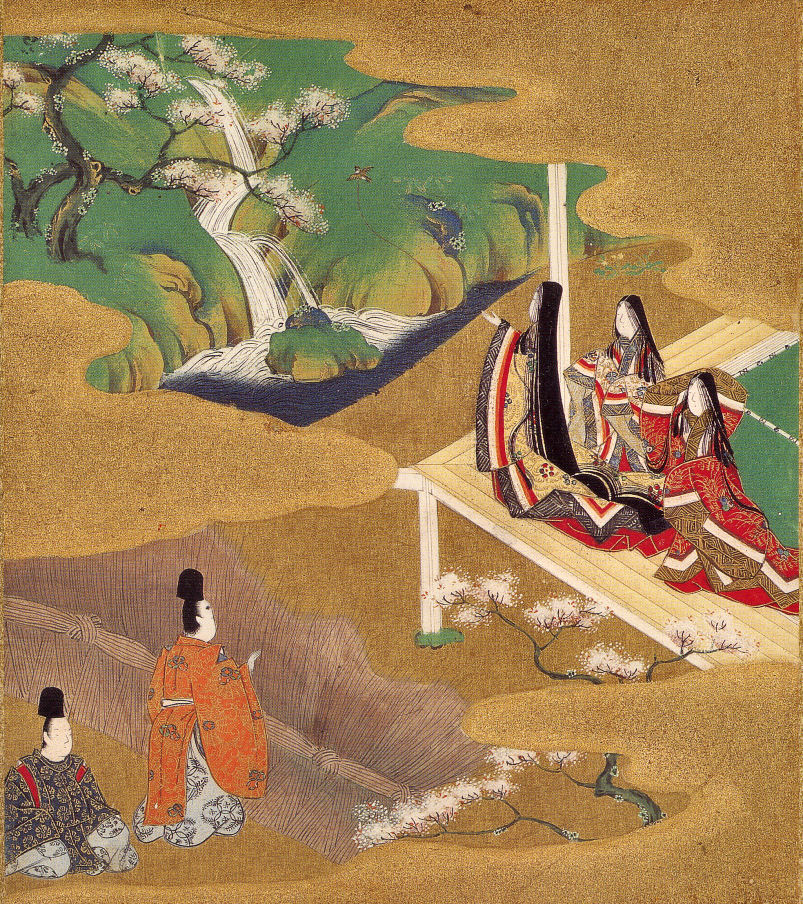
Illusztráció a Gendzsi szerelmei-hez

A jamato-e (大和絵; Hepburn: yamato-e) a ’japán stílusú festészet’, szemben az elsőül elterjedt kínaival (kara-e), a Heian-korban (794–1185) és később. Kedvenc témái az évszakok múlása, az udvarbeli és fővárosi nép élete. Jamato-enek számítanak a korabeli narratív emakimonók (például a Gendzsi szerelmeié), valamint a paraván- és falfestészet remekei, amelyek gyakran japán stílusú verseket (vaka) inspiráltak (s kalligráfiával mindjárt fel is vitték rájuk), illetve a versekhez született paraván- és tolófal-illusztrációk. Az irányzat egészen a 20. századig hatott.